# Comuna Markivka, Razdelna
Markivka (în ucraineană Марківка) este o comună în raionul Razdelna, regiunea Odesa, Ucraina, formată din satele Hetmanți, Markivka (reședința), Novokosteantînivka, Petrivka și Vapnearka.

## Demografie
Componența lingvistică a comunei Markivka
     Ucraineană (86,71%)
     Rusă (8,29%)
     Română (4,08%)
     Alte limbi (0,92%)
Conform recensământului din 2001, majoritatea populației comunei Markivka era vorbitoare de ucraineană (86,71%), existând în minoritate și vorbitori de rusă (8,29%) și română (4,08%).